# Berenklauwuitbreekkommetje
Het berenklauwuitbreekkommetje (Pyrenopeziza chailletii) is een schimmel uit de familie Ploettnerulaceae. Het komt voor in hooilanden, droogte en klei. Het leeft saprotroof op dode stengels van kruidachtige plantendelen.

## Verspreiding
In Nederland komt het berenklauwuitbreekkommetje zeer zeldzaam voor.